# Phantasy Star
Phantasy Star (ファンタシースター (Fantashī Sutā?)) är det första datorspelet i rollspelsserien med samma namn och släpptes i Japan 1987, samt i Nordamerika och Europa 1988 till Segas konsol Master System. Det har omnämnts som en föregångare bland rollspel, både för dess grafik och för att vara ett av de första historie-drivna spelen som utgavs i västvärlden. Phantasy Star är också känt för att vara ett av de första spelen med en kvinnlig protagonist.    
Spelet porterades ett decennium senare som en del av Phantasy Star Collection till Sega Saturn och Playstation 2 i Japan och till Game Boy Advance  i Nordamerika. Det släpptes också på Virtual Console till Wii 2009. Uppföljaren Phantasy Star II utgavs 1989. Spelet kom också att generera spinoffspelserierna Phantasy Star Online och Phantasy Star Universe.   

## Spelupplägg
Phantasy Star var en av föregångarna i det traditionella rollspelsformatet för konsoler, med kartor över platser möjliga att besöka, däribland städer och dungeons. Spelaren deltar i slumpmässiga strider med fiender, både på kartan och i dungeons, vilket blev en ändring från ett uppifrån-och-ner-perspektiv till ett förstapersonsperspektiv. 3D-grafiken och animationerna hos fiendernas sprites, som innehöll fler bildrutor, var ovanlig för tiden. Striderna har ett turordningsbaserat format där varje spelare använder en kombination av vapen och magi för att besegra fiender. Allt eftersom spelet fortskrider blir magi och vapen kraftfullare. Alternativet att samtala finns, men bara med det fåtal fiender som har möjlighet att kommunicera med huvudpersonen Alis. Hon har också möjlighet att prata med bybor som kan hjälpa henne eller ge hemlig information om speciella föremål.    

## Handling
Phantasy Star äger rum i Algol, ett solsystem bestående av tre planeter, den grönskande Palma, den karga Motavia, samt den snöiga Dezoris. Vid berättelsens början styrs Algol av King Lassic som blir en grym tyrann. Efter en serie svåra politiska förändringar uppstår små rebellgrupper som dock inte röner större framgångar gentemot Lassics hårda styre. 
När Nero Landale, ledaren av en rebellgrupp, dödas av Lassic's trupper, svär hans syster Alis att hämnas. Medan hon färdas och bevittnar offren av Lassic's förtryck, kretsar Alis' mål mindre kring hämnd och mer kring befrielsen av folket i Algol. Hon får sällskap av Myau, en talande katt, Odin, tidigare medlem i Nero's rebellgrupp, samt magikern Noah (Lutz i andra versioner) och ger sig ut på resan som tar henne till de tre planeterna.     

## Utveckling och lansering
Spelet programmerades av Yuji Naka och Rieko Kodama stod för figurdesign. Spelet använde fyra megabit (512 kilobyte) ROM, vilket var betydligt mer än de flesta av de tidiga Master System-spelen. Det gjorde att fem spelsessioner kunde sparas med ett RAM-chip. Den japanska versionen använde sig av ett chip som hade kapacitet för FM-ljud. Den nordamerikanska och PAL-hårdvaran saknade detta chip och hade därmed ett annat soundtrack. På den japanska Virtual Console-utgåvan är det möjligt att skifta mellan de två soundtracken.      
Phantasy Star släpptes först till Master System i Japan den 20 december 1987, därefter i USA 1988 och i Brasilien 1991. I Japan återutgavs det i en limiterad utgåva till Mega Drive. Spelet släpptes senare i samlingar till Sega Saturn, Game Boy Advance och Playstation 2 med titeln Phantasy Star Collection. Phantasy Star förekommer också som ett upplåsbart spel i Sonic's Ultimate Genesis Collection till Xbox 360 och Playstation 3, genom att besegra den första bossen i Sonic the Hedgehog 2 med två komtroller. Det gjordes också tillgängligt till Wii via nedladdning.    

## Mottagande och eftermäle
Spelet har fått ett positivt mottagande sedan dess lansering. Augustinumret 1988 av tidskriften Computer Gaming World förrecenserade spelet och beskrev det som Sega's första 4 megabit (512  KB) ROM-kassett och innehåller ”både rymdresor och multi-level tre-dimensionella” dungeons. Novemberutgåvan av Boys' Life 1988  förutspådde att Phantasy Star, liksom The Legend of Zelda-spelen, skulle kunna representera framtiden för datorspel i hemmet, där de kombinerar egenskaperna hos både arkadspel och datorspel. Majnumret 1989 av Electronic Gaming Monthly rankade Phantasy Star som spel #2 på deras lista "Top Ten Games" (bakom Blaster Master till NES) och beskrev det som en ”ny sorts äventyrsspel som skulle kunna sätta standarden för framtida RPG-titlar.”
1990 beskrev Roe R. Adams i Computer Gaming World spelet som ”riktigt annorlunda” och att det ”var ett science-fiction-spel med en fin twist i historien, bra ljud, och ett stort utbud av vapen, rustningar, trollformler, och andra godsaker av olika slag.” Han lovordade också spelets stridssystem och lagkoncept och uttryckte att ”genom spelet, ansluter figurer en spelares lag för att hjälpa honom/henne vinna, där var och en bistår med ovanliga förmågor eller magiska talanger.” Tidskriften Sega Pro gav i marsnumret 1992 Phantasy Star 96% i poäng och beskrev det som ”det bästa rollspelet till dags dato till Master System.” RPGamer gav spelet betyget 10 av 10.
Framgången med Phantasy Star ledde till utvecklingen av en uppföljare, Phantasy Star II, och sedermera en franchise. Det var ett av de första spelen som hade interplanetära resor som upplägg som möjliggjorde resor mellan tre planeter. En del av Phantasy Star som senare skulle komma att bli vanlig i rollspel till konsoler, var användningen av för-definierade rollpersoner med egna bakgrundshistorier, till skillnad mot spel där spelarens avatarer (som riddare eller tjuvar) hade brist på detta. Recensenter och fans har också uppmärksammat att Alis är en av de första kvinnliga huvudrollsinnehavarna i ett datorspel, tillsammans med Samus Aran från Metroid och Chun Li från Street Fighter. Hon begav sig inte ut för kärlekens skull eller för belöningar utan drevs av personlig hämnd. Alis var också den första kvinnliga protagonisten i ett rollspel till konsoler.